# Hispaniella henekenii
Hispaniella henekenii là một loài thực vật có hoa trong họ Lan. Loài này được (M.R.Schomb. ex Lindl.) Braem mô tả khoa học đầu tiên năm 1980.